# Herr und Frau Schweizer
Herr und Frau Schweizer ist eine in der Deutschschweiz geläufige Redewendung für einen repräsentativen Teil der Bevölkerung bzw. den «Durchschnittsschweizer». Sie entspricht Herr und Frau Österreicher in Österreich sowie dem in Deutschland verwendeten Otto Normalverbraucher, siehe dort auch für eine internationale Übersicht solcher Ausdrücke.
«Herr und Frau Schweizer» wird oft in der Marktforschung, für statistische Angaben, bei der Beschreibung von landestypischem Verhalten oder bei Umfragen verwendet.